# Dolichorhynchops
Dolichorhynchops foi um plesiossauro da família Polycotylidae, semelhante a um pliossauro. Viveu no fim do período Cretáceo, quando a América do Norte era coberta por um vasto mar raso.

## Descrição
O Dolichorhynchops possuía um pescoço curto, com 20 vértebras. Também possuía longas mandíbulas cheias de dentes afiados. hegava a ter 4 metros, sendo parecido com um golfinho, e, como este, era um nadador rápido. Para um animal de seu tamanho, o Dolichorhynchops era um predador extremamente voraz, apanhando peixes velozmente. Mas esse animal, apesar de sua voracidae, era presa dos mais terríveis predadores dos mares do Cretáceo, como o Tilossauro, plesiossauros maiores e tubarões, como o Cretoxyrhina.